# Spyker Cars

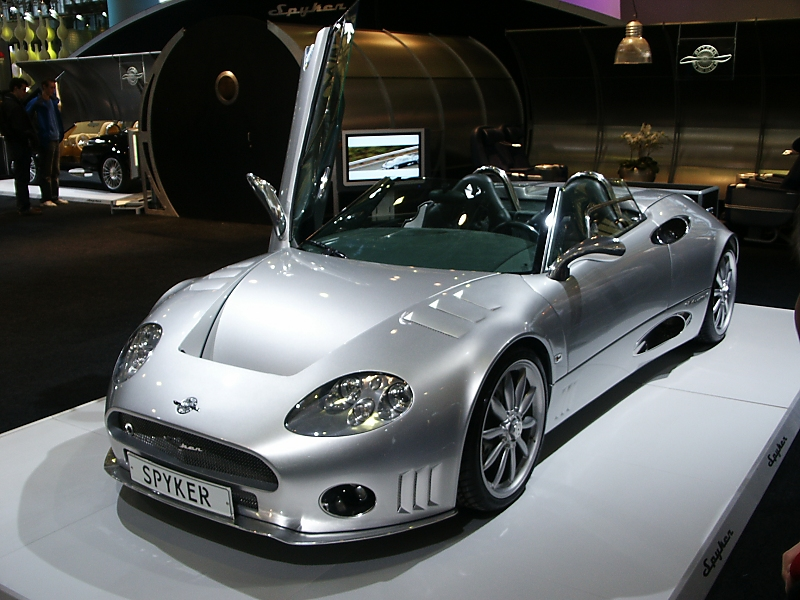
Spyker C8

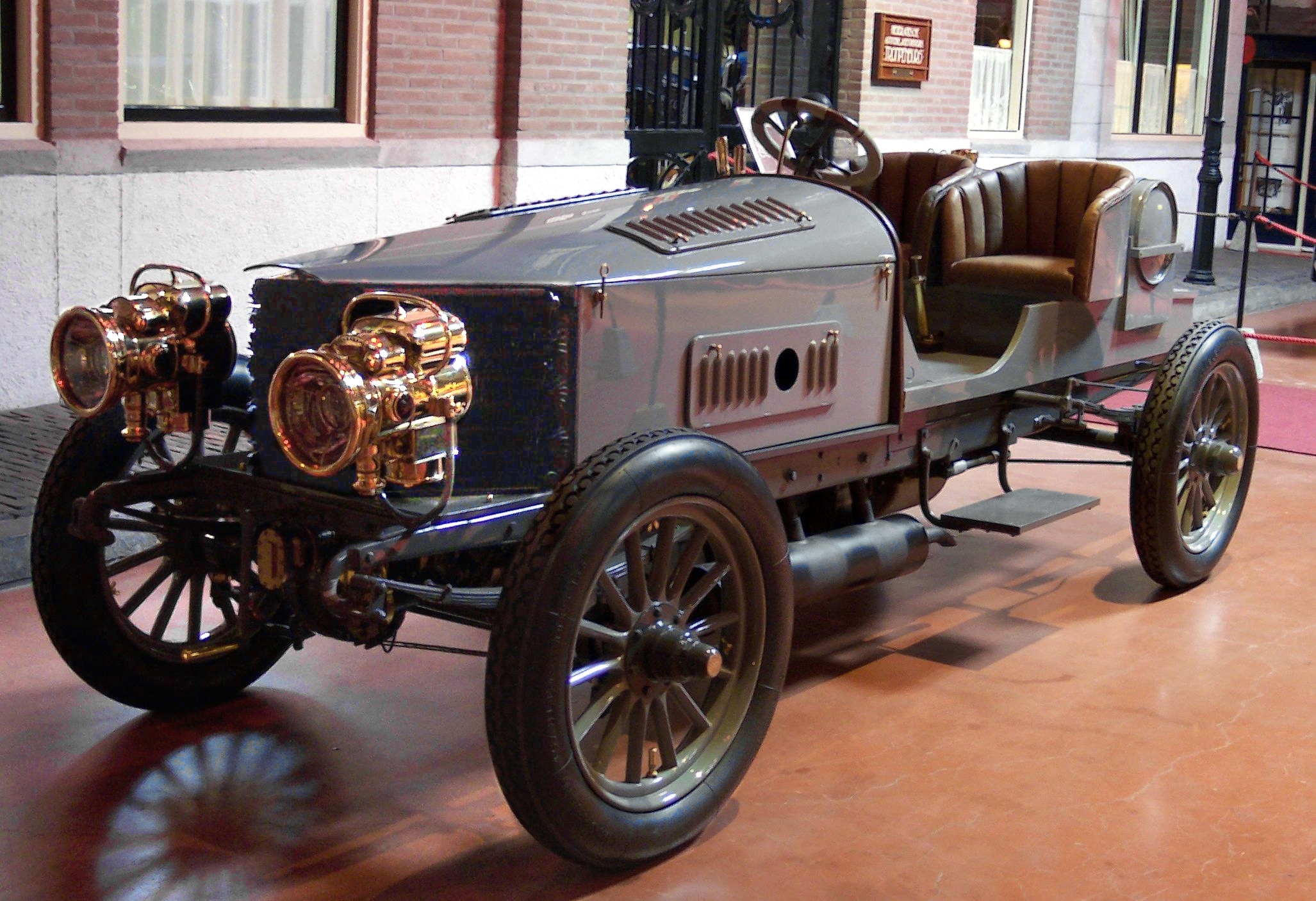
Spyker 60 H.P. av årsmodell 1903

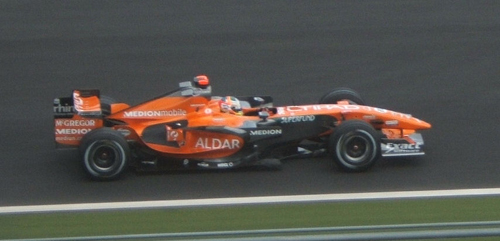
Adrian Sutil i en Spyker F1.

Spyker [ˈspɛiːkəʁ] är ett nederländskt bilmärke med anor från slutet av 1800-talet. Företaget Spyker gick i konkurs 1929, men namnet återupplivades 1999 av Spyker Cars. Det nya företaget har inte mer gemensamt med det gamla än att man förvärvat rätten till varumärket.
Spyker Cars N.V. (numera Swedish Automobile N.V.) var tidigare noterat på Amsterdambörsen/Euronext och några av de största ägarna var bolagets VD Victor Muller, Gemini Investment Fund och emiratiska Mubadala Development. Den 23 februari 2010 köpte Spyker Cars N.V. 100 % av den svenska biltillverkaren Saab Automobile.
Spyker begärdes i konkurs den 18 december 2014. Bolaget fick konkursbeslutet upphävt den 29 januari 2015 och befinner sig just nu[när?] i rekonstruktion. Företaget begärdes åter i konkurs den 15 januari 2021. 

## Historiska Spyker
Spyker grundades ursprungligen 1880 av Jacobus och Hendrik-Jan Spijker, som tillverkade diligenser åt den nederländska kungafamiljen. Från början skedde tillverkningen i Hilversum, men 1898 flyttade man till Amsterdam. Namnet Spijker, som betyder "spik", ändrades även till Spyker för att förenkla affärer i utlandet (jämför IJ). 1899 började de bygga bilar och senare även lastbilar. Under första världskriget tillverkade man flygplan, totalt hundra stycken. Efter krigets slut återupptogs biltillverkningen som varade fram till 1929 då Spyker gick i konkurs. Vid denna tidpunkt hade man tillverkat omkring 1500 bilar och hade ca 100 patent.
Spyker deltog i Peking - Parisloppet 1907 där man slutade på en andraplats.

## Nya Spyker
Det nya Spyker Cars grundades 2000 av den nederländska affärsmannen Victor Muller och producerar idag exklusiva sportbilar och CUV-modeller med motorer från andra tillverkare. 2004 noterades moderbolaget Spyker N.V. på Amsterdambörsen. Efter ekonomiska problem gick emiratiska Mubadala Development in som ny storägare i november 2005.  Tidigare var även Vladimir Antonovs företagsimperium Konvers Group en storägare i företaget, men tvingades sälja sin andel i samband med Saab-affären 2010 (se nedan). I november 2009 meddelade Spyker att man avser att flytta produktionen från Nederländerna till Whitley, Coventry i England, där de idag tillverkas av företaget Coventry Prototype Panels.

### Formel 1
Säsongerna 2006 och 2007 hade Spyker ett formel 1-stall, som hette Spyker F1. Detta efter att man köpt det ryska stallet Midland F1 Racing. Spyker hamnade i stora ekonomiska problem, då man räknat med att få in mer sponsorpengar än man gjorde och samtidigt underskattat kostnaderna i Formel 1. Bolaget kunde inte betala sina räkningar och i mars 2007 sade flera underleverantörer upp samarbetet med Spyker i väntan på pengar. Produktion av Spykers sportbilar upphörde i Zeewolde. Slutligen såldes F1-stallet vidare till Force India.
I samband med problemen kring Spyker F1 tvingas Victor Muller lämna sin post som vd. Han stannar kvar som varumärkesdirektör, men kan återvända som vd i början på 2008. Då har Muller ordnat ny finansiering från den ryske bankmannen Vladimir Antonov.

### Spyker och Saab Automobile
Den 2 december 2009 tillkännagavs det att Spyker Cars var en av de nya intressenterna till att köpa den svenska nedläggningshotade biltillverkaren Saab Automobile, efter att den planerade köparen Koenigsegg Group tidigare dragit sig ur ett eventuellt köp.
Den 18 december samma år tillkännagav dock Saab-ägaren General Motors att man hade för avsikt att lägga ner Saab istället för att sälja. Spyker valde dock ändå att lämna ett nytt bud och den 26 januari 2010 bekräftade General Motors att man säljer Saab Automobile till Spyker Cars - efter försäkringar om att den kontroversielle ryska affärsmannen Vladimir Antonov var ute ur bilden som delägare i Spyker. Den 23 februari 2010 skrevs det sista pappret på och både Spyker Cars och Saab Automobile blev dotterbolag till Spyker Cars NV. I mars 2011 beslutade sig dock bolaget för helt fokusera på Saab och att Spyker-delen ska säljas till Vladimir Antonovs brittiska bolag CPP Global Holdings Ltd.. Denna affär genomfördes aldrig. 
Den 29 september 2011 tillkännagavs i stället en försäljning av Spykers sportbilsdivision till firman North Street Capital för 43,5 miljoner dollar. Inte heller denna affär genomfördes.
Efter Saab Automobiles konkurs tillkännagav Spyker att man skulle försöka finna finansiering för att tillverka en ny konceptbil, B6 Venator, som presenterades på bilsalongen i Genève. Projektet har dock hittills inte varit framgångsrikt.
I november 2014 hotades Spyker av vräkning från sin fabrik i Zeewolde på grund av obetalda hyror.
Spyker sattes i konkurs den 18 december 2014. Victor Muller lyckades dock få konkursbeslutet upphävt i januari 2015, och bolaget befinner sig återigen i rekonstruktion.. Företaget begärdes åter i konkurs den 15 januari 2021.

## Modeller
- Spyker C8 (Sportbil)
- Spyker D12 (CUV)
- Spyker C12 Zagato (Sportbil)